# أندريه برتراند (محامي)
أندريه برتراند (بالفرنسية: André Bertrand)‏ هو محامي ومحامي فرنسي، ولد في القرن العشرين.